# لئونید کانتوروویچ

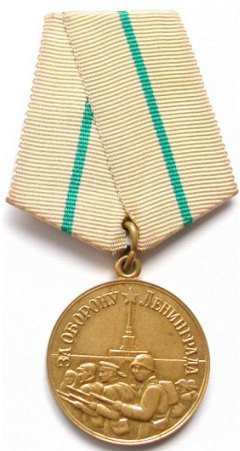

لئونید کانتوروویچ (به روسی: Леони́д Вита́льевич Канторо́вич)
(۱۹ ژانویه ۱۹۱۲ – ۷ آوریل ۱۹۸۶) ریاضی‌دان و اقتصاددان اهل روسیه بود که در سال ۱۹۷۵ به همراه تیالینگ کوپمانس موفق به دریافت جایزه نوبل در رشته اقتصاد شد.

## زندگی
کانتوروویچ ۱۹ ژانویه سال ۱۹۱۲ در سن پترزبورگ در یک خانوادهٔ یهودی‌تبار متولد شد. در سال ۱۹۲۶، در سن چهارده سالگی وارد دانشگاه دولتی سن پترزبورگ شد و در سال ۱۹۳۰ از دانشکده ریاضی فارغ‌التحصیل شد و تحصیلات تکمیلی خود را آغاز کرد. در سال ۱۹۳۴، در سن ۲۲ سال، او یک استاد کامل شد.
ماجرا از این قرار بود که او به عنوان مشاور در موسسه‌ای به مسئله توزیع مواد اولیه برای حداکثر کردن بهره‌وری تجهیزات تحت قیدهای معینی پرداخت و بعد از آن مسائل اقتصادی زیادی را با همان شکل ریاضی پیدا کرد. در سال ۱۹۳۹ جزوه‌ای را تحت عنوان «روش ریاضی برنامه‌ریزی و سازماندهی تولید» منتشر نمود که به فرمول‌بندی مسائل اساسی اقتصادی، شکل ریاضی آن‌ها و روش حل آن‌ها اختصاص داشت.
در اصل، این جزوه شامل ایده‌های اساسی برنامه‌ریزی خطی بود. کانتروویچ از این کار در افق‌های گسترده‌ای بهره جست. این امر در سه جهت محقق گردید:
الف) توسعه بیشتر روش‌های حل این‌گونه مسائل، تعمیم و کاربرد آنها
ب) تعمیم ریاضی این‌گونه مسائل از قبیل مسائل غیر خطی، مسائل در فضای تابعی، کاربرد این روش‌ها در علوم فنی و مکانیک
ج) گسترش روش توصیف و تحلیل از مسائل اقتصادی مجزا به سیستم‌های اقتصادی عمومی با کاربرد در مسائل برنامه‌ریزی در سطح صنعت، منطقه، کل اقتصاد و همچنین تحلیل ساختار شاخص‌های اقتصادی
فعالیت‌های کانتروویچ در دو جهت نخست زودتر از جهت سوم محقق گردید. مطالعات او با شروع جنگ متوقف شد و در طول جنگ به تدریس در مدرسه عالی مهندسان دریایی مشغول بود. با این وجود توانست اولین کتاب خود را در این دوره هم بنویسد. بعد از جنگ، در سال ۱۹۴۴ با بازگشت به لنینگراد و تدریس در دانشگاه به مسائل محاسباتی رایانه‌ای علاقه‌مند شد و در عین حال به مطالعات اقتصادی نیز ادامه داد. در سال ۱۹۵۱ کانتروویچ تجربیات خود را در کتابی خلاصه نمود و توضیحی نظام مند از الگوی خود دربارهٔ ترکیب برنامه‌ریزی خطی با برنامه‌ریزی پویا ارائه کرد.
در اواسط دهه ۱۹۵۰ علاقه عمومی در بهبود کنترل اقتصادی در شوروی به‌طور چشمگیری افزایش یافت و شرایط برای مطالعات در استفاده از روش‌های ریاضی و رایانه‌ها در مسائل عمومی اقتصاد و برنامه‌ریزی بیشتر مورد توجه قرار گرفت. در آن زمان، کانتروویچ مجموعه گزارش‌ها و مقالات را در کتابی تحت عنوان «بهترین استفاده از منابع اقتصادی» منتشر نمود که شرح مبسوطی دربارهٔ رویکرد بهینه به مسائل اساسی اقتصاد از قبیل قیمت‌گذاری، ارزش گذاری، کارایی سهام و برنامه‌ریزی بود. این مباحث در مجامع علمی مورد بحث و بررسی قرار گرفت و با وجود برخی انتقادات مورد توجه دانشمندان و دولت‌ها قرار گرفت.
بخش عمده کارهای علمی لئونید کانتروویچ و جالینگ کوپمنز در زمینه نظریه تخصیص بهینه منابع انجام گرفته‌است. مسائلی که مورد توجه اصلی این دو اقتصاددان بود، چگونگی استفاده از منابع موجود بود تا بالاترین مزیت را در تولید کالاها و خدمات ایجاد کنند. در این زمینه سوالاتی از این قبیل مطرح می‌شوند که چه کالایی تولید شود؟ چه روش تولیدی به کار گرفته شود؟ چه میزان از تولید فعلی مصرف شود؟ چه میزان برای ایجاد منابع جدید در تولید و مصرف آینده ذخیره شود؟
کانتروویچ و کوپمنز با فرمول بندی مسائل و توصیف روابط بین نتایج تولید و نهاده‌های تولیدی در روش‌های جدید کوشیدند به سؤال‌های فوق پاسخ دهند. کانتروویچ تکنیک تحلیلی برنامه‌ریزی خطی را به کار گرفت تا برنامه‌ریزی اقتصادی در کشور خود را بهبود بخشد. کوپمنز نیز نشان داد که اساس معیار کارایی این امکان را می‌دهد که قیاس‌های مهمی دربارهٔ سیستم‌های قیمت بهینه صورت گیرد.
تحلیل خمش ورق تحت شرایط تکیه گاهی ارتجاعی با استفاده از روش کانتروویچ توسعه یافته (EKM)
برخی از روش‌هایی که در زمینه تحلیل خمش ورق موجود است مانند روش لوی، ناویر، روش‌های انرژی و… برای انجام تحلیل ورق یکسری محدودیت‌هایی برای شرایط تکیه گاهی ورق قائل هستند که این موجب می‌شود تمامی حالت‌های تکیه گاهی ممکن برای ورق مورد بررسی قرار نگیرند.
روش کانتروویچ توسعه یافته (EKM) با نداشتن محدودیت در شرایط تکیه گاهی ورق و همچنین داشتن دقت و سرعت قابل قبول یکی از روش‌های مناسب در زمینه تحلیل خمش و کمانش ورق‌ها می‌باشد که در چند سال اخیر مورد توجه قرار گرفته‌است. اساس این روش بر پایه تبدیل کردن معادله دیفرانسیل جزئی (PDE) حاکم بر خیز ورق به مجموعه‌ای از معادلات دیفرانسیل معمولی (ODE) با در نظر گرفتن تابع خیز ورق به دو تابع مستقل از هم استوار می‌باشد. ورق‌هایی که با این روش در گذشته مورد تحلیل قرار گرفته‌اند به شکل مستطیلی، دایره‌ای و استوانه‌ای و اکثراً تحت شرایط تکیه گاهی صلب (گیردار) بوده‌اند.

## نظریه برنامه‌ریزی خطی لئونید کانتوروویچ
برنامه‌ریزی خطی، مهم‌ترین سهم کانتوروویچ در علم اقتصادمی‌باشد که به توسعه برنامه‌ریزی خطی و به‌کارگیری آن در حوزه وسیعی از مسائل عملی مربوط می‌شود. برنامه‌ریزی خطی، یا همان بهینه‌سازی خطی، روشی در ریاضیات است که به پیدا کردن مقدار کمینه یا بیشینه از یک تابع خطی روی یک چندضلعی محدب می‌پردازد. این چندضلعی محدب در حقیقت نمایش نموداری تعدادی محدودیت از نوع نامعادله روی متغیرهای تابع است. به بیان ساده‌تر به وسیله برنامه‌سازی خطی می‌توان بهترین نتیجه (مثلاً بیشترین سود یا کمترین هزینه) را در شرایط خاص و با محدودیت‌های خاص بدست آورد.
محل اصلی استفاده برنامه‌ریزی خطی در مدیریت و اقتصاد است، اما در مهندسی نیز کاربردهای فراوانی دارد. در واقع برنامه‌ریزی خطی بخشی از تحقیق در عملیات و موسوم به علم مدیریت است که اول بار توسط نیروی هوایی ارتش آمریکا بکار گرفته شد. می‌توان گفت حدود یک‌چهارم کل محاسبات علمی که بر روی رایانه انجام گرفته‌است، به برنامه‌ریزی خطی و مشتقات آن مربوط می‌شود. کانتوروویچ در سال ۱۹۳۹ یک روش ریاضی برای برنامه‌ریزی تولیدی یک کارخانه طراحی نمود. مقاله مستخرج وی از این کار تا سال ۱۹۶۰ به زبان انگلیسی منتشر نشد تا اینکه با اندکی تغییر در سال ۱۹۶۴ انتشار یافت. این پژوهش راه را برای کاربرد این تکنیک نه تنها در برنامه‌ریزی تولید برای بنگاه‌های خصوصی بلکه برای مسائل متعددی از جمله بهینه یابی حمل و نقل هموار ساخت.
در زمینه تخصیص بهینه منابع، تأثیرگذارترین و معروفترین کار کانتوروویچ کتابی به نام «بهترین استفاده از منابع اقتصادی» بود که در سال ۱۹۵۹ به زبان روسی منتشر گردید. این کتاب برای حل مسائل مربوط به تخصیص بهینه منابع برای یک اقتصاد سوسیالیستی تهیه شده بود. در این کار که بر اهمیت سیستم قیمت تأکید شده، پیشنهادهایی برای تمرکززدایی از تصمیمات تولید و بهبود برنامه‌ریزی اقتصادی در اقتصاد شوروی سابق ارائه شده بود. او در سایر کارهای منتشر شده خود مدل‌های ایستا و پویا برای برنامه‌ریزی اقتصادی طراحی کرده‌است.

## نگاره خانه

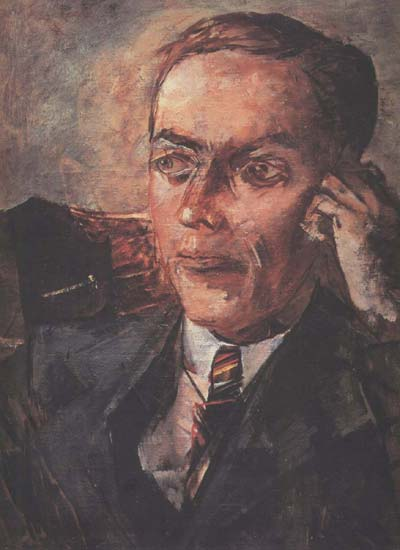
پرتره توسط پتروف ودینک. ۱۹۳۸.
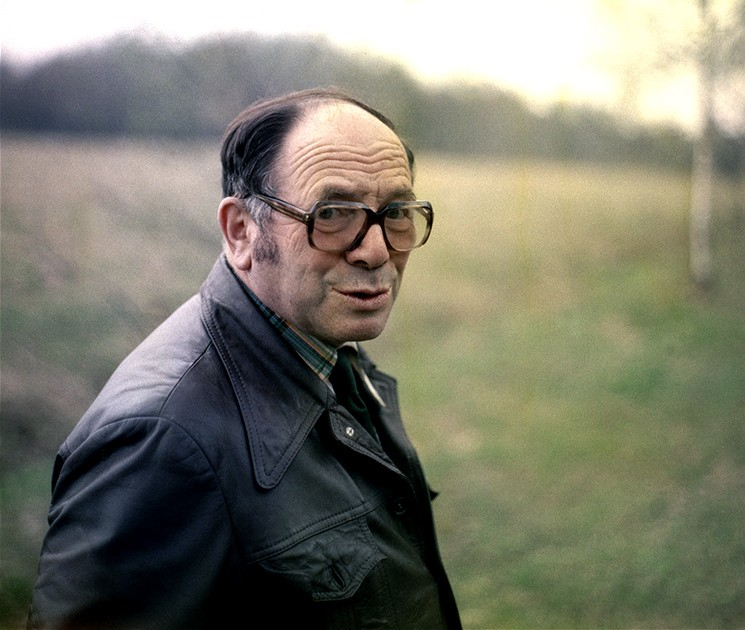
۱۹۷۶
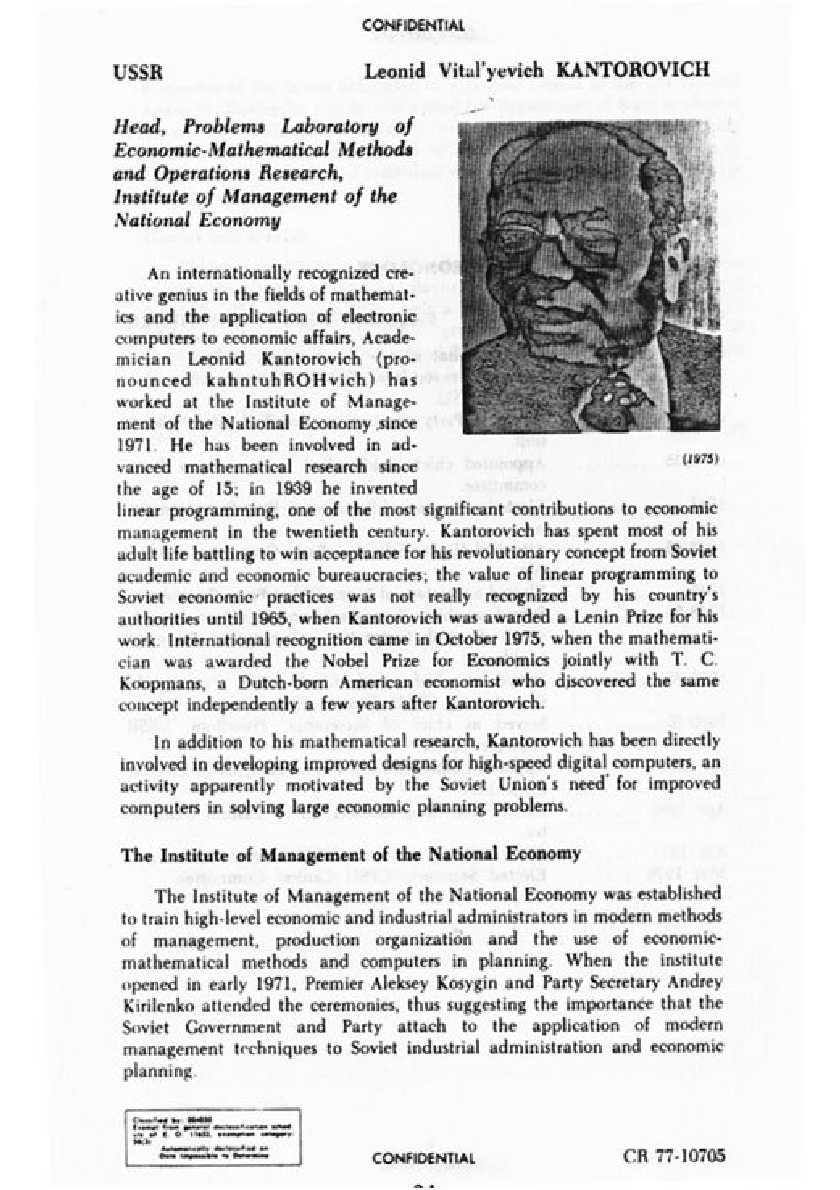
کانتوروویچ در فایل اصلی سیا، از سفارت سابق آمریکا در تهران